# TEA FM
TEA FM是啟德行集團（KTS Group）旗下所拥有的一家调频广播电台，也是该集团进军广播界所成立的首家双语广播电台。总部位于东马来西亚的TEA FM分别于2015年8月1日在古晋以及8月8日于亞庇推出其广播服务，并于同年的11月28日由砂拉越首席部长阿德南沙甸主持正式的开幕仪式。该电台的节目内容主要以华语和英语作为广播媒介语，锁定的听众群为20岁至40岁的青年人。其中以华语制作的内容占了约60%，而英语的内容则为40%。
TEA FM在2015年10月27日也推出了免费的手机应用程序app，方便广大的听众群使用网络来收听与观赏其新闻专题与博客节目。

## 东马各地頻率
- 古晋, 西連, 三馬拉漢 102.7 FM
- 亚庇 102.8 FM
- 詩巫, 泗里街 100.7 FM [1]

## 官方网站
- TEA FM官方面子书（页面存档备份，存于）

1. ↑  .   [2016-12-21]. （原始内容存档于2016-12-22）.